# Куритичи
Куритичи (бел. Курыцічы) — агрогородок в Муляровском сельсовете Петриковского района Гомельской области Белоруссии.

## География

### Расположение
В 22 км на северо-восток от Петрикова, 8 км от железнодорожной станции Муляровка (на линии Лунинец — Калинковичи), 184 км от Гомеля.

### Гидрография
На севере и востоке сеть мелиоративных каналов (в том числе Куритичский канал, соединённый с рекой Птичь).

## Транспортная сеть
Транспортные связи по просёлочной, затем автомобильной дороге Лунинец — Гомель. Планировка состоит из 3 криволинейных улиц близкой к широтной ориентации, соединённых между собой 6 переулками. На западе к ним присоединяется прямолинейная улица, ориентированная с юго-запада на северо-восток, и параллельно ей проходит криволинейная улица. Застройка двусторонняя, деревянная, усадебного типа.

## История
По письменным источникам известна с XVIII века как деревня в Мозырском повете Минского воеводства Великого княжества Литовского, во владении графа Ходкевича. После 2-го раздела Речи Посполитой (1793 год) в составе Российской империи. В 1795 году действовала церковь. В 1879 году значится в Петриковском церковном приходе. В 1885 году открыта школа, которая размещалась в наёмном крестьянском доме, в начале 1920-х годов для неё было выделено национализированное здание. Согласно переписи 1897 года в деревне Куратичи действовали хлебозапасный магазин, трактир; деревни Куратичи (она же Корзуны), Куратичи (она же Тихоновичи), Куратичи (она же Сапонова), Куратичи (она же Микитичи); в Петриковской волости Мозырского уезда Минской губернии. Позже эти деревни составили один населённый пункт.
С 20 августа 1924 года до 16 июля 1954 года центр Куритичского сельсовета Петриковского района Мозырского (до 26 июля 1930 года и с 21 июня 1935 года до 20 февраля 1938 года) округа, с 20 февраля 1938 года Полесской, с 8 января 1954 года Гомельской областей. В 1930 году организован колхоз «Путь к социализму», работали смоловарня и ветряная мельница. Во время Великой Отечественной войны в мае 1943 года оккупанты сожгли 385 дворов, убили 73 жителей. В боях около деревни погибли 41 советский солдат и партизан (похоронены в братской могиле в центре деревни). 141 житель погиб на фронте. Согласно переписи 1959 года центр колхоза «Большевик». Работают отделение связи, Дом культуры, средняя школа, библиотека, амбулатория, детский сад. В 1992 году фольклорному ансамблю «Спадчина» Дома культуры присвоено звание народного.

## Население

### Численность
- 2004 год — 1241 хозяйство, 868 жителей.

### Динамика
- 1795 год — 59 дворов.
- 1816 год — 60 дворов.
- 1866 год — 72 двора, 444 жителя.
- 1886 год — 490 жителей.
- 1897 год — в деревне 39 дворов, 228 жителей; в деревне Куратичи (она же Корзуны) — 30 дворов, 189 жителей деревне Куратичи (она же Тихоновичи) — 18 дворов, 112 жителей, деревне Куратичи (она же Сапонова) — 28 дворов, 154 жителя, деревне Куратичи (она же Микитичи) — 38 дворов, 210 жителей (согласно переписи).
- 1908 год — 169 дворов, 1099 жителей.
- 1917 год — 1607 жителей.
- 1925 год — 233 двора.
- 1940 год — 430 дворов.
- 1959 год — 1443 жителя (согласно переписи).
- 2004 год — 341 хозяйство, 868 жителей.

## Известные уроженцы
- Г. И. Будник — Герой Социалистического Труда.
- А. С. Рудавский — Герой Социалистического Труда.
- Г. С. Ситница — белорусский художник-график, поэт, председатель Белорусского союза художников.
- В. В. Ситница — пионер-герой, его имя носит средняя школа.